# XMule
xMule（意为X11的骡）是一个自由开源的eDonkey网络P2P文件共享软件，遵循GNU通用公共许可证协议发布，可跨平台使用。该项目已不再进行开发。xMule建议其用户转用BitTorrent协议或使用aMule。
xMule是lMule的一个分支，一开始只能用于Linux。由于内部成员的分歧，2003年8月18日，aMule从xMule项目分离。当天，xMule项目成员之一Ted R. Smith被美国电影协会（MPAA）因版权问题而告上法庭。